# Ryan's Daughter
Ryan's Daughter is een Britse film uit 1970, geregisseerd door David Lean. De film is qua verhaal losjes gebaseerd op het boek Madame Bovary van Gustave Flaubert. Hoofdrollen in de film worden vertolkt door Robert Mitchum, Sarah Miles, John Mills, Christopher Jones, Trevor Howard en Leo McKern.
De film was commercieel geen succes, maar won wel twee Oscars. Tevens wordt hij gezien als de film die Ierland op de kaart zette als toeristische trekpleister.

## Verhaal
De film speelt zich af in het jaar 1916, in het afgelegen Ierse dorpje Killary. De Eerste Wereldoorlog is in volle gang, en nabij het dorp zijn dan ook Britse soldaten gevestigd. Deze zijn niet geliefd bij de bevolking. De lokale caféhouder  Tom Ryan doet dienst als informant voor de Britten in de hoop de vrede in het dorp te bewaren. Tegenover het publiek doet hij zich voor als een nationalist.
Ryan heeft een dochter genaamd Rosy. Zij verveelt zich dood in het dorp en fantaseert geregeld over het leven daarbuiten, tot ongenoegen van de lokale priester, Hugh Collins. Rosy wordt verliefd op de lokale schoolmeester, Charles Shaughnessy, die net terug is van een reis naar Dublin. Ze hoopt dat hij wat spanning in haar leven kan brengen, maar hij probeert haar ervan te overtuigen dat dit niet mogelijk is. De twee trouwen uiteindelijk met elkaar, maar Rosy krijgt al snel haar bedenkingen over haar huwelijk.
Op een dag arriveert majoor Randolph Doryan om het bevel op de lokale legerbasis over te nemen. Hij is een veteraan uit de Eerste Wereldoorlog, die onder andere het Victoria Cross heeft gekregen. Hij heeft aan de oorlog echter een verlamd been en een trauma overgehouden. Rosy wordt meteen verliefd op hem. Die liefde blijkt wederzijds. Wetende dat de dorpelingen hun relatie nooit zullen goedkeuren, besluiten ze elkaar in het geheim te ontmoeten.

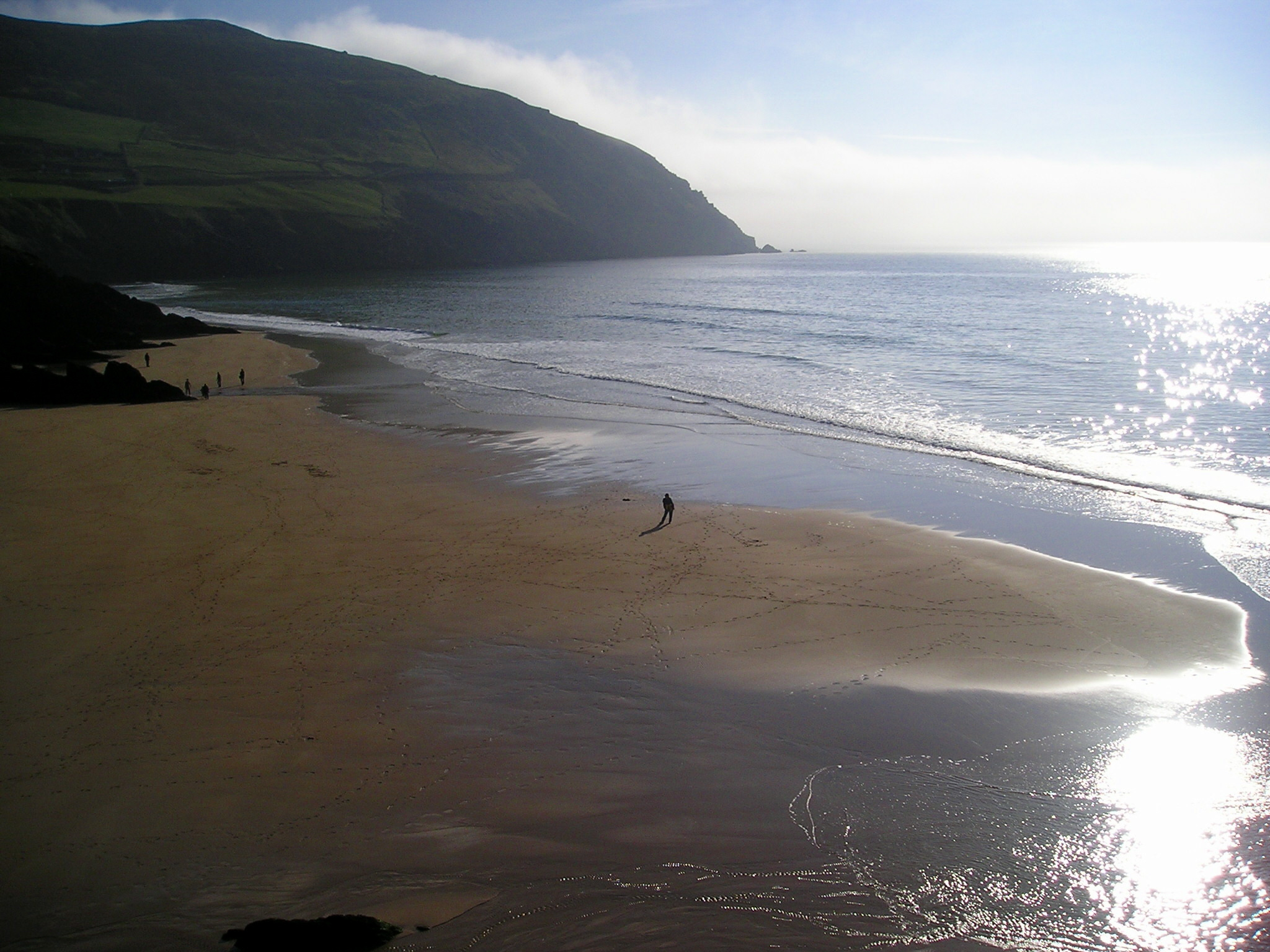
Slea Head, op het Dingleschiereiland in Ierland, was een van de opnamelocaties voor de film

Charles wordt achterdochtig door Rosy’s gedrag. Op een dag, terwijl hij met zijn klas een uitstapje op het strand maakt, vindt hij voetsporen van Rosy en Doryan. Hij volgt de sporen naar een grot en vindt daar bewijzen van de relatie. Ondertussen ontdekt ook Michael, een beetje de dorpsidioot, de relatie en tipt de dorpelingen. Deze keren zich zoals verwacht tegen Rosy en bestempelen haar als een verrader.
Op een nacht, tijdens een zware storm, arriveren Tim O’Leary, de leider van de IRB, en een bende volgelingen in Ryan’s zaak en dwingen hem om hen te helpen een lading Duitse wapens buit te maken tijdens de storm. Ryan kan op een onbewaakt moment echter de Britse soldaten waarschuwen. Zodoende worden O’Leary en zijn helpers gestopt door majoor Doryan en de soldaten. Doryan laat O’Leary doodschieten.
Charles confronteert Rosy met zijn bevindingen, maar is bereid om haar te vergeven als ze haar relatie met Doryan verbreekt. Rosy’s problemen worden groter wanneer de dorpelingen haar ervan verdenken de Britse soldaten te hebben getipt over O’Leary’s plannen. Collins kan voorkomen dat de dorpelingen haar lynchen. Ryan ziet dit alles, maar is niet in staat op te biechten dat hij de informant is.
In de climax van de film komt Doryan om het leven wanneer hij zelfmoord pleegt door de aangespoelde munitie en wapens op te blazen. Rosy en Charles verlaten het dorp. Ze vertrekken naar Dublin, een onzekere toekomst tegemoet.

## Rolverdeling
| Acteur            | Personage             |
| ----------------- | --------------------- |
| Sarah Miles       | Rosy Ryan             |
| Robert Mitchum    | Charles Shaughnessy   |
| Trevor Howard     | Father Hugh Collins   |
| John Mills        | Michael               |
| Christopher Jones | Major Randolph Doryan |
| Leo McKern        | Tom Ryan              |
| Barry Foster      | Tim O'Leary           |
| Gerald Sim        | Captain Smith         |
| Evin Crowley      | Moureen Cassidy       |
| Marie Kean        | Mrs. McCardle         |
| Arthur O'Sullivan | Joe McCardle          |
| Brian O'Higgins   | Constable O'Connor    |

## Achtergrond

### Productie
Robert Bolt wilde aanvankelijk een zo getrouw mogelijke verfilming maken van Madame Bovary, met Sarah Miles in de hoofdrol. David Lean vond het scenario echter niet interessant genoeg en stelde voor wat aanpassingen aan te brengen. Het uiteindelijke verhaal vertoont grote verschillen met het boek, maar er zijn wel enkele dingen gelijk gebleven. Zo is Rosy in de film vrijwel identiek aan het personage Emma Bovary uit het boek.
De stormscène werd opgenomen tijdens een echte storm. Lean moest bijna een jaar wachten voor een storm van de juiste omvang zich aandiende. Leo McKern raakte bij de opnames van deze scène gewond toen hij bijna verdronk. Hij verloor tevens zijn glazen oog. Hij was duidelijk niet tevreden met de manier waarop Lean de film regisseerde en nam zich na de opnames voor nooit meer te acteren.
Ook Robert Mitchum was niet tevreden met de productie van de film, en dreigde zelfs met zelfmoord om onder zijn contract uit te komen. Hij omschreef samenwerken met Lean als “proberen de Taj Mahal na te bouwen uit tandenstokers”. Desondanks vertelde hij vrienden en familie dat zijn rol in de film een van zijn betere filmrollen ooit was.
Christopher Jones en Lean hadden geregeld conflicten op de set. De gemoederen liepen hoog op toen zijn vriendin Sharon Tate tijdens de opnames werd gedood door Charles Manson. Jones kon ook niet goed overweg met Sarah Miles, wat veel problemen opleverde voor het filmen van de liefdesscènes.
Ryan's Daughter was de laatste film die geheel werd opgenomen in 65 mm Super Panavision formaat, tot Far and Away in 1992. Het dorp uit de film werd voor de opnames gebouwd door een productiebedrijf. Dorpelingen uit het plaatsje Dunquin speelden mee in de film als figuranten.

### Acteurs
Alec Guinness kreeg eerst de rol van priester Collins aangeboden, maar wees deze af. De rol was grotendeels geschreven met hem in het achterhoofd, maar Guinness vond de rol ongepast gezien het feit dat hij zelf rooms-katholiek was.
Paul Scofield was Lean's eerste keus voor de rol van Shaughnessy, maar hij stond onder contract bij een theater. George C. Scott, Anthony Hopkins en Patrick McGoohan werden eveneens uitgezocht voor de rol, maar niet benaderd.
De rol van majoor Doryan werd geschreven voor Marlon Brando. Brando accepteerde de rol aanvankelijk, maar problemen met de opnames van de film Burn! dwongen hem zich terug te trekken. Als vervanger voor hem werden onder andere Peter O'Toole, Richard Harris en Richard Burton benaderd. Lean zag Christopher Jones in The Looking Glass War (1969), en besloot dat hij de perfecte vervanger voor Brando zou zijn. Toen de opnames van start gingen was Lean echter toch niet zo tevreden met Jones’ acteerwerk. Daarom liet hij naderhand al zijn dialogen nasynchroniseren door Julian Hollaway.

### Ontvangst
Bij de oorspronkelijke uitgave werd de film uitermate negatief ontvangen door critici. Veel mensen schrijven deze negatieve houding echter toe aan het feit dat critici mogelijk te hoge verwachtingen hadden van de film, daar Lean eerder drie epische films had geregisseerd. De slechte reacties op de film waren mogelijk de reden dat Lean na uitkomst van Ryan’s Daughter 10 jaar lang geen film meer regisseerde.
Qua opbrengst was de film een matig succes. In het Verenigd Koninkrijk deed de film het redelijk goed. Daar werd de film twee jaar lang vertoond in het West End theatre.
Een punt van kritiek op de film was dat de Ieren in de film werden afgeschilderd als onbeschaafd ten opzichte van de Britse soldaten en de Katholieke kerk.
Sinds de dvd-uitgave van de film zijn de meningen over Ryan’s Daughter sterk veranderd. Veel critici zien het nu als een destijds onderschat meesterwerk.

## Prijzen en nominaties
| jaar | prijs                               | categorie                                              | genomineerde(n)                   | uitslag     |
| ---- | ----------------------------------- | ------------------------------------------------------ | --------------------------------- | ----------- |
| 1970 | Best Cinematography Award           | -                                                      | Freddie Young                     | gewonnen    |
| 1971 | Academy Award                       | Beste mannelijke bijrol                                | John Mills                        | gewonnen    |
| 1971 | Academy Award                       | Beste camerawerk                                       | Freddie Young                     | gewonnen    |
| 1971 | Academy Award                       | Beste actrice                                          | Sarah Miles                       | genomineerd |
| 1971 | Academy Award                       | Beste geluid                                           | Gordon K. McCallum, John Bramall  | genomineerd |
| 1971 | BAFTA Film Award                    | Beste actrice                                          | Sarah Miles                       | genomineerd |
| 1971 | BAFTA Film Award                    | Beste interieuraankleding                              | Stephen B. Grimes                 | genomineerd |
| 1971 | BAFTA Film Award                    | Beste camerawerk                                       | Freddie Young                     | genomineerd |
| 1971 | BAFTA Film Award                    | Beste kostuums                                         | Jocelyn Rickards                  | genomineerd |
| 1971 | BAFTA Film Award                    | Beste regisseur                                        | David Lean                        | genomineerd |
| 1971 | BAFTA Film Award                    | Beste film                                             | -                                 | genomineerd |
| 1971 | BAFTA Film Award                    | Beste montage                                          | Norman Savage                     | genomineerd |
| 1971 | BAFTA Film Award                    | Beste muziek                                           | Winston Ryder, Gordon K. McCallum | genomineerd |
| 1971 | BAFTA Film Award                    | Beste mannelijke bijrol                                | John Mills                        | genomineerd |
| 1971 | BAFTA Film Award                    | Beste vrouwelijke bijrol                               | Evin Crowley                      | genomineerd |
| 1971 | David di Donatello Award            | Beste buitenlandse productie                           | Anthony Havelock-Allan            | gewonnen    |
| 1971 | DGA Award                           | Outstanding Directorial Achievement in Motion Pictures | David Lean                        | genomineerd |
| 1971 | Golden Globe                        | beste mannelijke bijrol                                | John Mills                        | gewonnen    |
| 1971 | Golden Globe                        | Beste filmactrice – drama                              | Sarah Miles                       | genomineerd |
| 1971 | Golden Globe                        | Beste mannelijke bijrol                                | Trevor Howard                     | genomineerd |
| 1971 | Laurel Awards – Golden Laurel       | Star of Tomorrow, Male                                 | Christopher Jones                 | gewonnen    |
| 1971 | Laurel Awards – Golden Laurel       | Beste camerawerk                                       | Freddie Young                     | 2e plaats   |
| 1971 | Laurel Awards – Golden Laurel       | Best Dramatic Performance, Female                      | Sarah Miles                       | 2e plaats   |
| 1971 | Laurel Awards – Golden Laurel       | Beste componist                                        | Maurice Jarre                     | genomineerd |
| 1971 | Laurel Awards – Golden Laurel       | Beste film                                             | -                                 | genomineerd |
| 1971 | Laurel Awards – Golden Laurel       | Beste mannelijke bijrol                                | Trevor Howard                     | genomineerd |
| 1972 | Grammy Award                        | Best Original Score Written for a Motion Picture       | Maurice Jarre                     |             |
| 1972 | KCFCC Award                         | beste mannelijke bijrol                                | John Mills                        | gewonnen    |
| 1974 | Evening Standard British Film Award | beste film                                             | David Lean                        | gewonnen    |